# Пологи (станція)
Поло́ги — вузлова дільнична залізнична станція 1-го класу Запорізької дирекції Придніпровської залізниці на перетині неелектрифікованих ліній Пологи — Комиш-Зоря, Пологи — Верхній Токмак I, Запоріжжя II — Пологи та Чаплине — Пологи між станціями Челюскін (10 км), Гусарка (9 км), Гуляйполе (24 км) та Кирилівка (21 км). Розташована у місті Пологи Запорізької області.

## Загальні відомості
На станції Пологи розташовано кілька підрозділів Укрзалізниці:
- локомотивне депо Пологи;
- вагонне депо;
- дистанція сигналізації та зв'язку;
- дистанція колії;
- відбудовчий поїзд.

## Історія
У 1887 році, у зв'язку з будівництвом залізниці Катеринослав — Бердянськ виникло робітниче селище Пологи. Залізнична станція відкрита 1894 року.
У 1898 році введена в експлуатацію залізнична лінія Чаплине — Бердянськ. З 1904 року, з розвитком залізничного сполучення, селище перетворилося на залізничний вузол.
Населення селища брало участь в революції 1905 року — тут відбувалися страйки і виступи, у грудні 1905 року був створений страйковий комітет та дружина, але подальша революційна активність була пригнічена після прибуття військ.
29 серпня 1917 року було прийнято «Рішення загальних зборів залізничників і громадян селища Пологи з вимогою взяття владу в руки Рад».

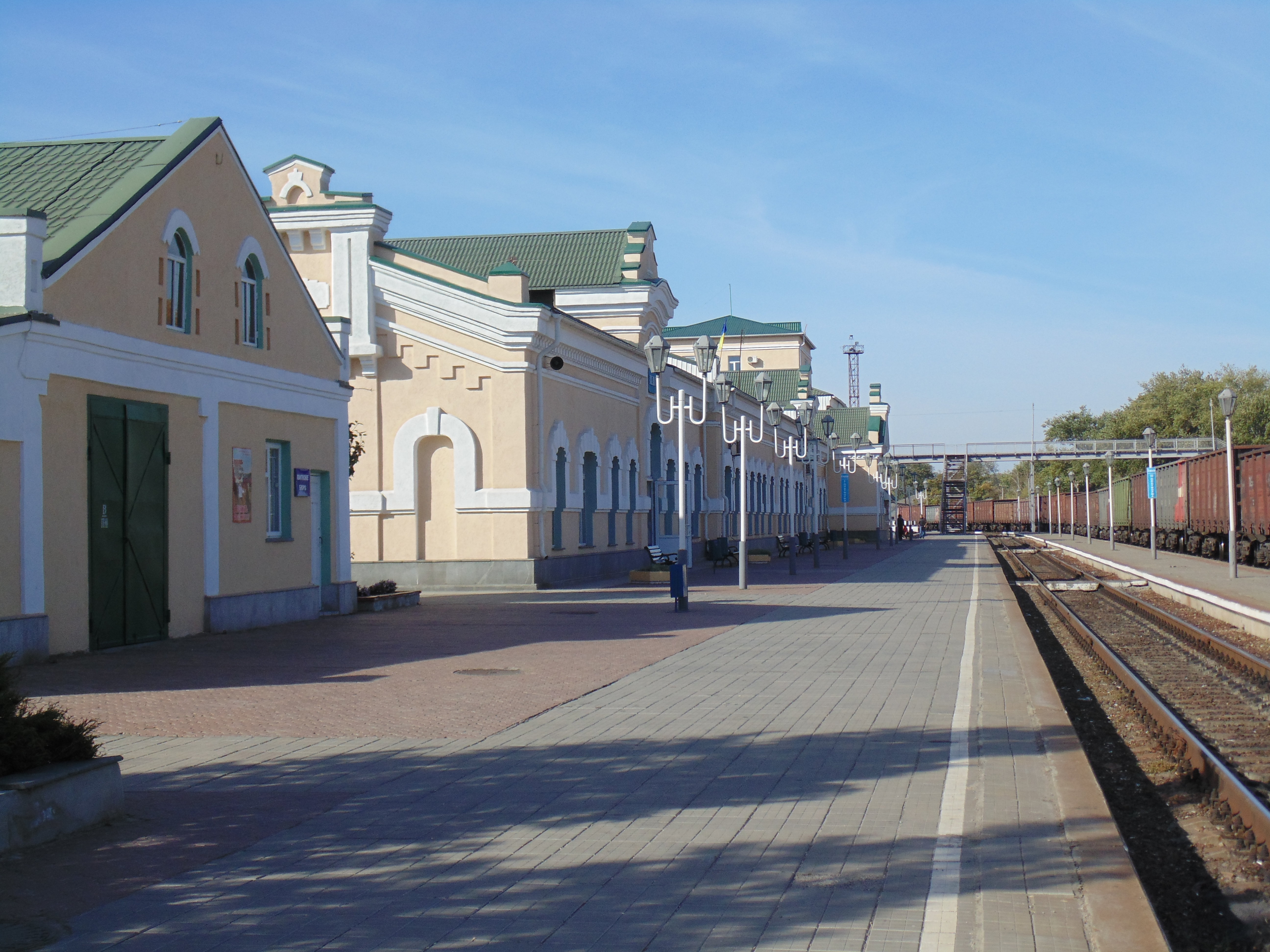
Вигляд на вокзал станції Пологи з боку платформ

У 2005 році, на честь 100-річчя створення локомотивного депо Пологи на станції встановлено пам'ятник Пологівському паровозу, який був побудований на заводі ЧКД (Чехословаччина) у 1951 році. Такий паровоз серії Е, випускався з 1912 по 1957 рік включно. До Другої світової війни паровоз випускався на кількох заводах, в тому числі в Швеції та Німеччині. Впродовж всього періоду виробництва базовий проєкт паровозу серії «Е» послідовно поліпшувався як конструктивних різновидів, так і підсерій. Внесок паровозів серії «Е» в історію величезний. Вони працювали протягом майже всього ХХ століття і стали учасниками всіх перемог і поразок. А за кількістю локомотивів серії (близько 11 тисяч) і за загальною тривалістю випуску паровоз Е є абсолютним рекордсменом в історії світового паровозо- та  локомотивобудування. Саме паровозам серії «Е» судилося завершити паровозну епоху на залізницях.

## Пасажирське сполучення

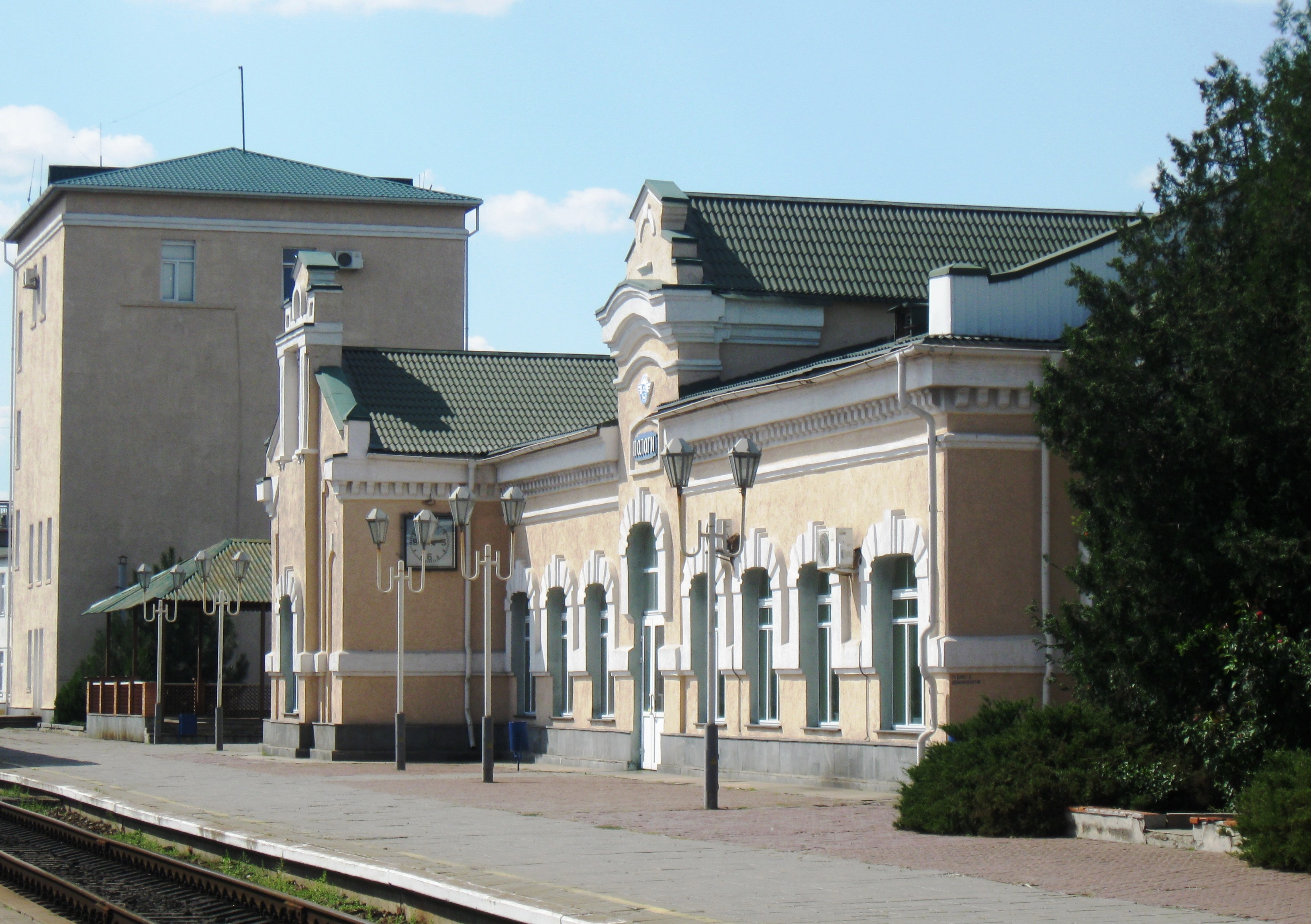
Вокзал станції Пологи

На станції Пологи зупиняються пасажирські поїзди далекого та приміського сполучення.
| Рух пасажирських поїздів по станції Пологи |                       |                                |
| №                                          | Маршрут слідування    | Періодичність курсування       |
| Далеке сполучення                          |                       |                                |
| 010/009 «Приазов'я»                        | Київ — Маріуполь      | Щоденно                        |
| 116/115 «Маяк»                             | Київ — Бердянськ      | Щоденно                        |
| 228/227                                    | Київ — Бердянськ      | Щоденно (сезонного курсування) |
| Приміське сполучення                       |                       |                                |
| 6852/6851                                  | Запоріжжя I — Пологи  | Щоденно                        |
| 6842/6841                                  | Пологи — Запоріжжя II | Щоденно                        |
| 964                                        | Пологи — Чаплине      | Щоденно                        |
| 6855                                       | Комиш-Зоря — Пологи   | Щоденно                        |
| 6856                                       | Пологи — Комиш-Зоря   | Щоденно                        |
| 6844/6843                                  | Запоріжжя II — Пологи | Щоденно                        |
| 6857                                       | Комиш-Зоря — Пологи   | Щоденно                        |
| 6850/6849                                  | Пологи — Запоріжжя II | Щоденно                        |
| 963                                        | Чаплине — Пологи      | Щоденно                        |
| 6860                                       | Пологи — Комиш-Зоря   | Щоденно                        |

З 26 березня 2018 року через станцію Пологи щоденно прямує нічний швидкий поїзд № 116/115 сполученням Київ — Бердянськ (через станції Запоріжжя I, Дніпро-Головний).
З 28 березня 2021 року поїзду № 10/9 «Приазов'я» сполученням Київ — Маріуполь змінено маршрут руху. Замість станції Федорівка, поїзд курсує через станцію Пологи, що дозволило скоротити час руху майже на годину.
В літній період щороку призначається нічний швидкий поїзд № 227/228 сполученням Київ — Бердянськ, що прямує через станції Чаплине, Дніпро-Головний, Кам'янське-Пасажирське, Імені Тараса Шевченка.
Наприкінці лютого 2022 року, внаслідок широкомасштабного російського вторгнення в Україну, рух поїздів через станцію Пологи  тимчасово припинено.

## Галерея

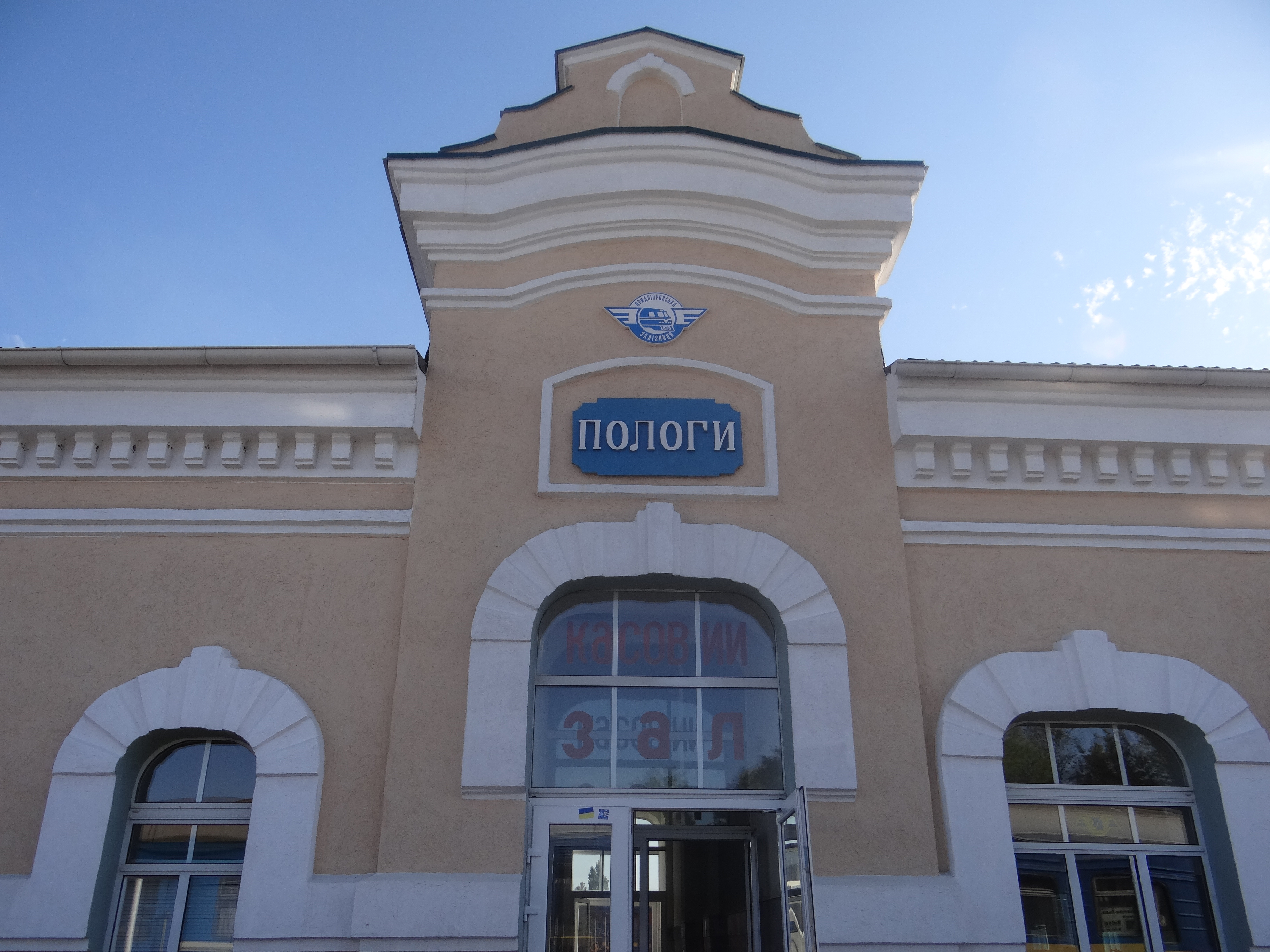
Вокзал станції Пологи
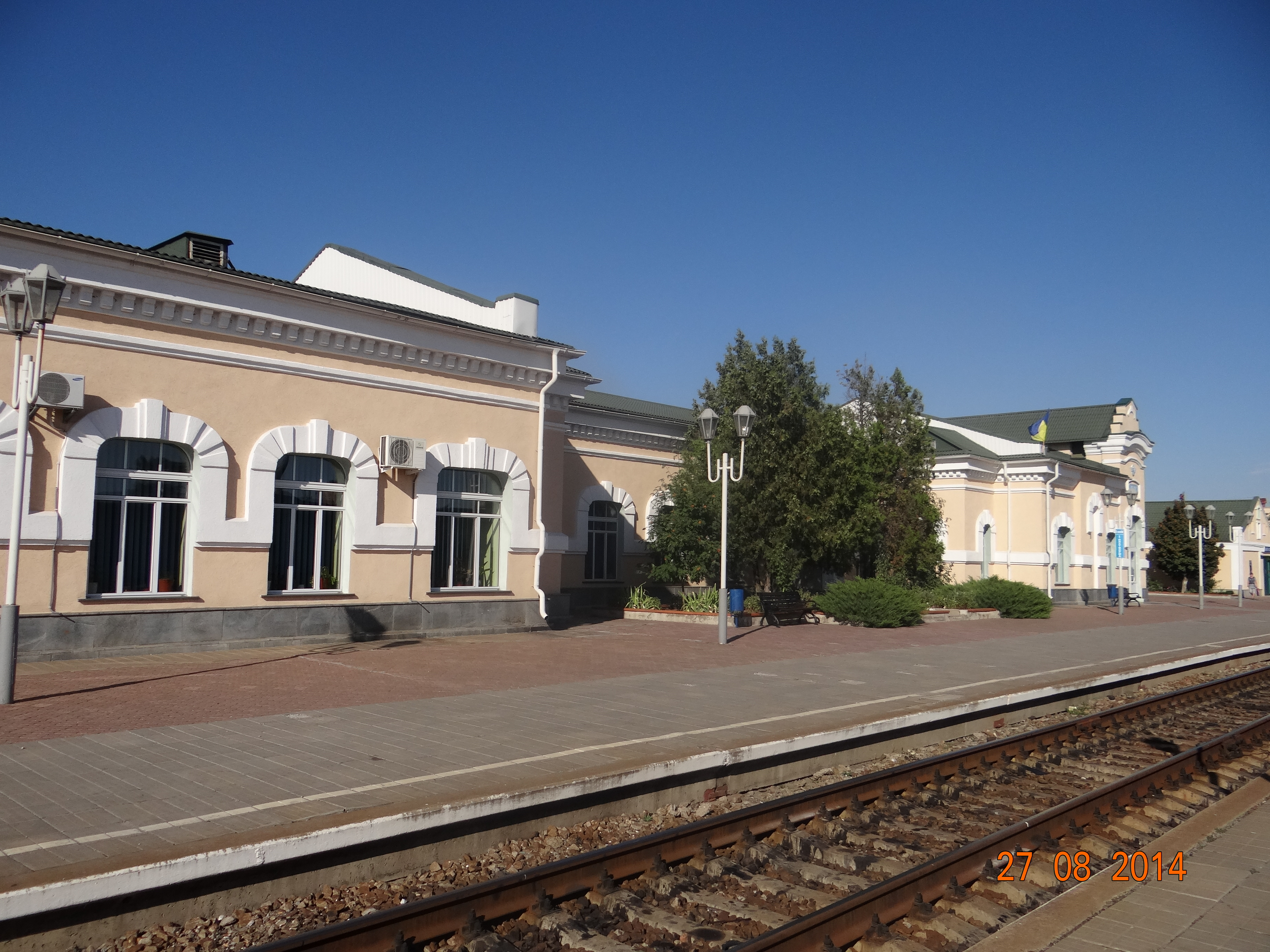
Вигляд з перону
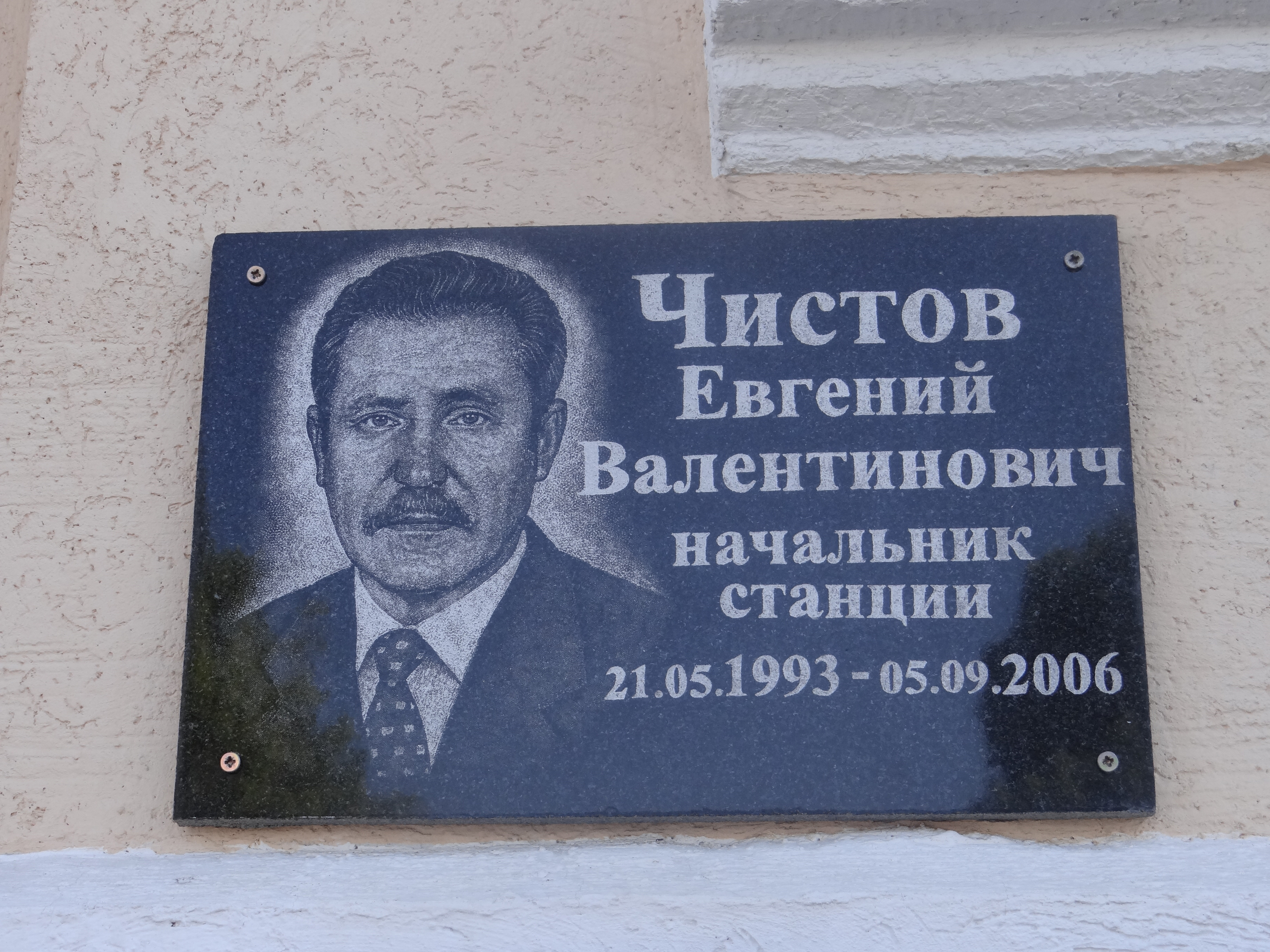
Меморіальна дошка